# رولا إبراهيم
رولا إبراهيم إعلامية سورية من محافظة طرطوس، الواقعة على ساحل البحر المتوسط، وُلدت في  مدينة  دمشق.
تخرجت رولا إبراهيم من جامعة دمشق، كلية الحقوق. تعمل حاليًا في قناة الجزيرة، حيث تقدّم النشرات الإخبارية والبرامج الحوارية الإخبارية.
الحياة المبكرة والتعليم
وُلدت رولا إبراهيم في دمشق، وتنتمي إلى محافظة طرطوس في الساحل السوري. درست الحقوق في جامعة دمشق، وحصلت على شهادة البكالوريوس قبل أن تتجه إلى المجال الإعلامي
المسيرة المهنية
بدأت رولا إبراهيم مسيرتها الإعلامية بالعمل في التلفزيون السوري الرسمي، قبل أن تنضم إلى قناة الجزيرة عام 2003. تميزت بتقديم النشرات الإخبارية والبرامج الحوارية ذات الطابع السياسي، وغطّت العديد من الأحداث المفصلية في المنطقة العربية، خصوصًا الثورة السورية والأحداث المرتبطة بالربيع العربي، عُرفت بأسلوبها الهادئ والدقيق في إدارة الحوارات السياسية، كما اشتهرت بمواقفها المؤيدة للقضايا العربية، خاصة القضية الفلسطينية. تعرضت بسبب مواقفها لبعض الانتقادات الإعلامية، لكنها واصلت عملها المهني ضمن قناة الجزيرة
أعمال بارزة
قدمت رولا إبراهيم العديد من البرامج والنشرات الإخبارية الرئيسية في قناة الجزيرة، وكانت ضمن فريق التغطية الخاصة للأحداث السورية منذ عام 2011

## عملها
وقد عملت قبل الالتحاق بقناة الجزيرة في إذاعة دمشق، من ثم التحقت بالتلفزيون السوري قبل أن تلتحق بقناة روسيا اليوم لمدة قصيرة وانتهى بها المطاف قبيل عملها بقناة الجزيرة في قناة الرأي،

## عائلتها
رولا هي الفتاة الوحيدة في أسرتها، ولها أخوان.